# Skovstjerne (art)
Skovstjerne (Trientalis europaea) er en 5-20 cm høj urt, der vokser på morbund eller sandet bund i skove, kær og heder. Den har oftest blomster med syv hvide kronblade.

## Beskrivelse
Skovstjerne er en stedsegrøn flerårig urt med en spinkel, nedliggende til opstigende vækst, som er mere eller mindre mosaikdannende. Stænglerne er spinkle, hårløse og runde i tværsnit. Bladene sidder i en roset øverst på stænglen, og de er ovale og helrandede med græsgrøn over- og underside. På oversiden ses et mønster af forsænkede bladribber. Om efteråret og vinteren kan bladene få en gylden eller brunlig farve, som ændres tilbage til grøn om foråret.
Blomstringen sker i juni-juli, og den består i 1-2 endestillede, regelmæssige, hvide blomster med 6-8 kronblade, der sidder fladt udbredt fra midten. Frugterne er kapsler med mange frø.
Rodnettet består af lange jordstængler, som bærer trævlede rødder og den overjordiske del af planten.
Højde x bredde og årlig tilvækst: 0,20 x 0,10 m (20 x 10 cm/år).

## Voksested
Arten er udbredt i Nordeuropa og på de højeste bjerge i Sydeuropa (bl.a. i Ascodalen på Korsika) og i det nordligste Nordamerika. Planten betragtes som et istidslevn, og derfor findes den især på særligt kølige steder (skygge, højt grundvand, nordhæld). Den foretrækker mosdækket morrbund i løv- og nåleskove, men den findes også på mosebund.
I Danmark er den almindelig i Jylland og findes hist og her eller sjældent i resten af landet.
På en meget våd højmose i Aberdeenshire, Skotland, findes den sammen med bl.a. gøgeurt (flere arter), hedelyng, næbstar, pil (flere arter), rødknæ, Sphagnum recurvum, tormentil og tuekæruld.
| Portal | Portal:Botanik |

## Note
1. ↑  Peatlands Home Page: Raised Bog Inventory Arkiveret 20. februar 2005 hos  Wayback Machine (engelsk)